# Roman Kuzior
Roman Kuzior (ur. 13 lutego 1949 w Wędzinie) – polski strzelec sportowy, rusznikarz, olimpijczyk z Monachium 1972.
Zawodnik Gwardii Opole w latach 1969-1989. Startował w konkurencji strzelania z karabinu małokalibrowego 60 strzałów do ruchomej tarczy z sylwetką "biegnącego dzika" (50 m). W tej konkurencji zdobył tytuł mistrza Polski w latach 1971, 1973, 1976. 
Uczestnik mistrzostw świata jednak bez większych sukcesów (najlepsze miejsce 10. w 1974 roku). 
Na igrzyskach olimpijskich w 1972 w Monachium wystartował w konkurencji strzelania z karabinu małokalibrowego 60 strzałów do ruchomej tarczy z sylwetką „biegnącego dzika” zajmując 21. miejsce.